# Asztrobléma

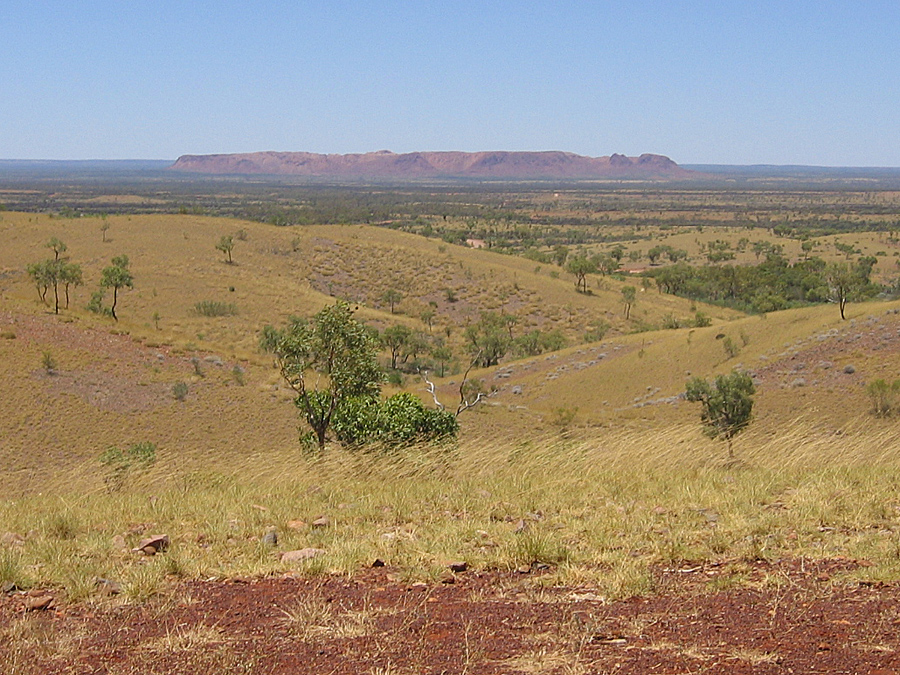
Az ausztráliai Gosses Bluff-kráter, az egykori kráterből csak a központi kiemelkedés lepusztult maradványa látható, a sánc lepusztult, a teknő feltöltődött

Az asztrobléma, magyarul „csillagseb” olyan, meteorit által okozott becsapódási kráter, mely az idő múlásával szinte a felismerhetetlenségig lepusztult. Az asztrobléma szó a görög astron (csillag) és blema (seb) szavak összevonásával keletkezett.
A földi meteoritkráterek az erózió, feltöltődés és betemetődés miatt minden esetben átmennek a lepusztulás és asztroblémává válás útján, ezzel szemben a légkörrel nem rendelkező Holdon igen hosszú időn keresztül változatlanul fennmarad egy becsapódási kráter.
Nagyobb meteoritbecsapódás esetén a típusos kráter (komplex kráter) egy tál alakú mélyedésből, a peremét alkotó sáncból és a központi kiemelkedésből áll. A központi kiemelkedés átmérője földi viszonyok mellett kb. a kráter átmérőjének 20 százaléka, magassága 10 százaléka, tehát egy 10 kilométeres kráter esetén egy akár Mátra magasságú kiemelkedés keletkezhet a kráter fenekén, ami meghaladhatja az eredeti talajszint magasságát. Az évmilliók során a keskenyebb sánc az erózió hatására lepusztul, a teknő feltöltődik, de a központi kiemelkedés maradványa sokszor még ezek után is látható, mint tipikus asztrobléma.
A táj geológiájába bele nem illő kisebb-nagyobb, többnyire kerek, vagy ovális kiemelkedéseknél kerülhet szóba a becsapódásos eredet, melyre sokszor csak deformálódott kőzetek utalnak.
A légi- és műholdas fotózás elterjedésével számos olyan asztrobléma került felfedezésre, melyek a felszínen szabad szemel nem kivehetők.
Gyakran előfordul, hogy az egykori krátert vastag fedőrétegek takarják, ilyenkor gravitációs anomáliák és a mélyfúrások által talált kőzetek utalnak egykori becsapódásra.
A jól megőrződött, még asztroblémának nem nevezhető komplex meteoritkráterre példa a Wolfe Creek-kráter, a lepusztult, de még felismerhető asztroblémára a Gosses Bluff-kráter, a szinte felismerhetetlenségig lepusztultra a Mount Toondina-kráter, a felszínen teljesen láthatatlan, de geológiai módszerekkel kimutathatóra a Tookoonooka-kráter, a kizárólag közvetett bizonyítékok alapján feltételezett egykori becsapódásra a MAPCIS-kráter.